# 홀컴 홀

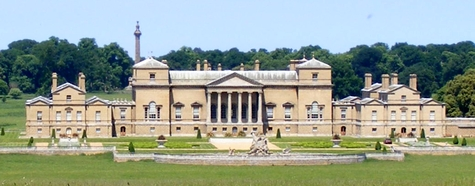
홀컴 홀

홀컴 홀(Holkham Hall)은 영국 노퍽 주 홀컴 마을의 근처에 위치한 18세기 팔라디오식 저택이다. 건축가 윌리엄 켄트가 팔라디오 양식의 주창자인 벌링턴 백작의 도움으로 건설을 진행하였다.